# Philip Reese Uhler
Pour les articles homonymes, voir Uhler (homonymie).
Philip Reese Uhler (1835-1913) est un entomologiste américain s'étant spécialisé dans l'étude des hémiptères.

## Publications

### 1890
- (en) Uhler P.R., 1890. Observations on North American Capsidae, with descriptions of new species.

### 1894
- (en) Uhler P.R., 1894. On the Hemiptera-Heteroptera of the Island of Grenada, West Indies.
- (en) Uhler P.R., 1894. Observations upon the heteropterous hemiptera of Lower California: with descriptions of new species.